# Museo Provincial de Bellas Artes Emilio Pettoruti
El Museo Provincial de Bellas Artes Emilio Pettoruti es un museo ubicado en la La Plata (Argentina) fundado en 1922. El Museo tuvo su primera sede en Av. 51 N 777, en la ciudad de La Plata, en el desaparecido edificio del diario Buenos Aires. 
El Museo, actualmente en el edificio que pertenecía al Cine Güemes, en la calle 51, n.º 525, de la Ciudad de La Plata, cuenta con salas de exposición, una biblioteca especializada con más de 3000 volúmenes, hemeroteca, diapoteca, un taller de conservación de obras, y un acervo de casi 3200 obras pictóricas. 
Entre las actividades que se realizan en el Museo pueden mencionarse exposiciones, cursos de plástica infantil, seminarios de historia del arte. Un papel destacado ocupa la organización de salones anuales como el Salón Edelap, para artistas residentes en los partidos donde ofrece servicios esa empresa, Salón Arte Joven, destinados a los artistas bonaerenses de hasta 30 años de edad, el Salón Provincial de Buenos Aires Florencio Molina Campos, destinado a artistas provinciales de trayectoria en el ámbito de las artes visuales. También se implementó el programa de Muestras Itinerantes.  
En el año 2012, celebrando los noventa años del museo, se llevaron a cabo trabajos de reacondicionamiento del espacio expositivo, lo que incluyó crear una sala para exposición permanente del patrimonio, y la puesta en valor de la colección. 

## Historia
En 1877, el coleccionista Juan Benito Sosa había donado al gobierno de la provincia de Buenos Aires una colección de cuarenta y nueve cuadros, con la condición de que sirviera de base para la futura creación de un museo público de arte. A partir de esa donación, el senador Bernabé Demaría presentó un proyecto de ley, el 20 de septiembre de 1877, para la creación de «un museo de pinturas». Sin embargo hasta 1920 la idea de formar un museo de bellas artes no cobró impulso, cuando se fundó en la ciudad de La Plata el Círculo de Bellas Artes, integrado por artistas y amantes de las artes plásticas, bajo la presidencia de Ernesto Rivarola. El Círculo se dedicó a promover la creación de un museo de bellas artes.
El 18 de febrero de 1922, el poder ejecutivo emitió un decreto que creaba el Museo Provincial de Bellas Artes, y encomendaba su organización a la Comisión del Museo de Bellas Artes de la Provincia de Buenos Aires, integrada por Atilio Boveri, José Fonrouge, Arturo M. González, Mariano Montesinos, Juan Carlos Owena, Emma Reynoso, Ernestina Rivademar, Carlos Juan Sobiesny y Ernesto Rivarola. 
Al fondo donado por Juan Benito Sosa, integrado por óleos coleccionados entre 1865 y 1877, se sumó la Colección del gobierno de la Provincia (cuatro obras), y esto constituyó el patrimonio inicial del Museo. Durante sus primeros años de vida, el Museo adquirió su colección a través de la compra en exposiciones, donaciones de artistas y de colecciones particulares. 
El primer lugar donde funcionó el museo fue en el edificio del diario Buenos Aires, en la Av. 51 n.º 777 de la ciudad de La Plata, hasta 1930, cuando se reinstaló en el pasaje Dardo Rocha.
Las políticas de adquisición de la colección de la primera época del museo estuvieron orientadas por un criterio regionalista. La mayoría de las obras de ese período fueron adquiridas en certámenes artísticos. De esa manera ingresaron, entre 1922 y 1932, obras de artistas platenses y más tarde obras de artistas residentes en partidos cercanos a la capital Federal. Tal fue el caso de Salvador Calabrese, Francisco Vecchioli, Adolfo Travascio, José Martorell, Emilio Coutaret, Faustino Brughetti, entre otros. 
En 1930, fue designado Emilio Pettoruti como director del Museo. Gracias a sus gestiones, se reinstaló el museo en el pasaje Dardo Rocha, y el 6 de agosto de 1932 reabrió sus puertas. En 1932, también, Sarah Wilkinson de Marsengo donó su colección de obras. Esa colección, junto con las de Benito Sosa y las del Gobierno de la Provincia de Buenos Aires, fueron las colecciones fundacionales del Museo.
Pettoruti dirigió el Museo durante 17 años, hasta 1947. Bajo su dirección, la colección abandonó el tinte regionalista para pasar a convertirse en una colección de arte argentino.
En 1947, asumió como director del Museo el artista plástico Atilio Boveri, pero renunció a los dos años y en 1949 fue designado Domingo Mazzone, quien trasladó las salas de exposiciones del Museo al casco de la estancia Pereyra Iraola.
En 1950 fue designado director el pintor Numa Ayrinhac. En 1951 lo sucedió Alfredo Marino, quien permaneció en el cargo hasta 1959.
El patrimonio del Museo fue creciendo a partir del ingreso de obras provenientes de premios adquisición de los Salones de Arte de Mar del Plata y del Salón Anual de La Plata.
En 1955, vuelven a trasladarse las obras patrimoniales, desde el casco de la estancia Pereyra Iraola al pasaje Dardo Rocha.   
El 29 de abril de 1959 se sanciona la ley 6141, que declaró de utilidad pública y sujeto de expropiación el cine Güemes, en la Av. 51 n.º 525 de la ciudad de La Plata, para ser destinado al funcionamiento del Museo Provincial de Bellas Artes. Tras un reacondicionamiento de las salas, se reinaugura el museo, esta vez bajo la dirección interina del restaurador de obras de arte Salvador Stringa. 
En el año 2012, celebrando los noventa años del museo, se llevaron a cabo trabajos de reacondicionamiento del espacio expositivo, lo que incluyó crear una sala para exposición permanente del patrimonio, y la puesta en valor de la colección. En 2014 durante la gobernación de Daniel Scioli se activó la incorporación de  producciones visuales de artistas. Paralelamente en Mar del Plata se construyó el edificio que albergará al Museo de Arte Contemporáneo, cuya sede se definió por concurso, se reabrieron el Anfiteatro del Lago y la Sala Armando Discépolo y se restauraron los museos provinciales de Luján, San Vicente y Lobos.

### Directores del museo
- 1922-1930: Ernestina Rivademar.
- 1930-1947: Emilio Pettoruti.
- 1947-1949: Atilio Boveri.
- 1950-1951: Numa Ayrinhac.
- 1951-1959: Alfredo Marino.
- 1959-?: Salvador Stringa.
- 1964-1966: Ángel Osvaldo Nessi.
- 1966-1973: Jorge López Anaya.
- 1974-1976: Domingo Martino.
- 1976-1983: Jorge López Anaya.
- 1984-1987: Raúl Coppola.
- 1987-2004: María Celia Grassi.
- 2004-2007: Rubén Betbeder.
- 2007: Silvio Oliva Drys.
- 2007-2008: Daniel Sánchez.
- 2008-2010: Rubén Betbeder.
- 2010: María Celia Grassi.
- 2010-2011: Gustavo Pérez.
- 2011-2015: Viviana Guzzo.
- 2016 -2019: César Castellano.
- 2019 - a la fecha: Federico Luis Ruvituso

## Colecciones fundacionales
Colección Juan Benito Sosa: la colección que Juan Benito Sosa donó al gobierno de la Provincia de Buenos Aires estaba conformada por cuarenta y nueve obras, de las cuales llegaron cuarenta y seis a la época de fundación del museo. Los cuadros de esta colección fueron adquiridos entre 1865 y 1877, a través de compras a coleccionistas o remates, especialmente de la familia Varela. El único cuadro de pintura argentina de la colección es un cuadro comprado al artista argentino Prilidiano Pueyrredón, que Sosa le compró al artista en su taller.
La colección no tiene un criterio unificado de adquisición. Incluye óleos flamencos, italianos y franceses, pintados entre el siglo XVI y XIX. De estas obras, fueron restauradas las siguientes:
- El regreso del hijo pródigo, óleo del siglo XVII, vinculada a la escuela de Caravaggio.
- Armida y Tancredo, óleo del siglo XVI, atribuida al artista Carlino Caleri.
- Monje y pordiosera, óleo del siglo XIX (Roma, 1863), del artista Alfonso Chiérici.
- Madonna, óleo de la escuela italiano del siglo XVI de autor anónimo.
- La Asunción de la Virgen, óleo de escuela italiana del siglo XVII.
- La caza, óleo de la escuela flamenca del siglo XVII, atribuida a David Teniers.
- La gruta, óleo del pintor alemán D'Halen, del siglo XIX.

Colección Gobierno de la Provincia de Buenos Aires: Las obras que integran esta colección son cuatro cuadros, que retratan personajes o sucesos de la historia argentina, consecuentes con la política oficial de los gobiernos liberales de fines del siglo XIX y comienzos del XX de construir la idea de nacionalidad. Las obras que integran la colección son:
- Retrato de Adolfo Alsina, de Graciano Mendilaharzu. Esta obra formó parte de la exposición póstuma del artista que se realizó en El Ateneo durante el año 1894, y probablemente pasó a manos del Estado a través de la sanción de la ley 1388, sancionada el 11 de junio de 1880.

- Viva la Patria, del artista Antonio Del Nido, adquirida por el Estado provincial a partir de la ley 2940 del 28 de octubre de 1905.

- Combate de San Lorenzo, del artista Julio Fernández Villanueva, obra originalmente destinada al Museo de Ciencias Naturales de La Plata, según la ley 2554 del 31 de diciembre de 1895, promulgada el 7 de enero de 1896. La obra se hizo por encargo del Club Gimnasia y Esgrima de Buenos Aires.

Colección Sarah Wilkinson de Marsengo: La donación fue realizada por Sarah Wilkinson de Marsengo, y quedó asentada en el libro de ingreso patrimonial del Museo con fecha del 28 de diciembre de 1932. Esta colección de seis obras pictóricas pertenecen o son atribuidas a grandes autores del arte europeo de los siglos XVII y XVIII. Sarah Wilkinson de Marsengo estaba casada con José Santamarina, hijo de Ramón Santamarina, terrateniente bonaerense y reconocido benefactor artístico. Las seis obras que integran la colección fueron adquiridas por Wilkinson de Marsengo en sus viajes por Europa. Las obras son:
- Retrato de Melchior Michael, óleo de 107 x 83 cm, atribuido a Tintoretto.
- Retrato de mujer, óleo de 81 x 65 cm, atribuido a Largillière.
- Fernando VII, óleo de 97 x 76 cm, atribuido a Vicente López Portaña.
- Retrato de mujer, óleo de 204 x 106 cm, atribuido a Claudio Coello.
- Retrato de hombre, óleo de 196 x 119 cm, atribuido a Goya.
- Retrato de hombre, óleo de 124 x 97 cm, atribuido a Henry Raeburn.